# Luiz Werneck Vianna
Luiz Jorge Werneck Vianna (Rio de Janeiro, 1938 – Rio de Janeiro, 21 de fevereiro de 2024) foi um sociólogo, pesquisador, professor universitário e escritor brasileiro.

## Biografia

### Primeiros anos e formação acadêmica
Oriundo de uma família de classe média do Rio de Janeiro, Werneck nasceu no bairro de Ipanema e frequentou escolas da elite carioca.
Formado em Direito (1962) pela Universidade do Estado da Guanabara (atual Universidade do Estado do Rio de Janeiro) e em Ciências Sociais, em 1967, pela Universidade Federal do Rio de Janeiro (UFRJ). Obteve seu doutorado em Sociologia pela Universidade de São Paulo (USP). Foi membro do Partido Comunista Brasileiro (PCB).

### Atuação
Ao longo da vida, lecionou em várias universidades brasileiras, dentre as quais a Universidade Federal de Juiz de Fora (onde foi criada uma cátedra com seu nome), a Pontifícia Universidade Católica do Rio de Janeiro (PUC-Rio) e a Universidade Estadual de Campinas (Unicamp). A partir de 1980 foi professor do Instituto Universitário de Pesquisas do Rio de Janeiro (IUPERJ), atual IESP-UERJ. Presidiu a Associação Nacional de Pós-Graduação e Pesquisa em Ciências Sociais (ANPOCS) e foi um dos fundadores do Centro de Estudos Direito e Sociedade (CEDES), no Iuperj, instituição que também já presidiu.Suas principais linhas de pesquisa são: intelectuais e modernização no Brasil; relação entre os poderes republicanos; institucionalização das Ciências Sociais; a magistratura como estrato intelectual; organização e funcionamento do Poder Judiciário; relações entre direito, política e sociedade. É tio da atriz Andréa Beltrão.

## Publicações
Vianna é autor de inúmeros artigos e capítulos de livros. Como autor, coautor ou organizador, também publicou vários livros, destacando-se:
- Liberalismo e sindicato no Brasil. Belo Horizonte: UFMG, 2000 (reedição).
- A revolução passiva: iberismo e americanismo no Brasil. Rio de Janeiro: Revan, 1997 (Prêmio Sérgio Buarque de Holanda, da Biblioteca Nacional).
- A judicialização da política e das relações sociais no Brasil (com Maria Alice Rezende de Carvalho, Manuel Palácios e Marcelo Burgos). Rio de Janeiro: Revan, 1999.
- Democracia e os três poderes no Brasil. Belo Horizonte: UFMG, 2002.
- A modernização sem o moderno. Brasília: Fundação Astrogildo Pereira, 2011.

### Livro-homenagem
- Uma sociologia indignada: diálogos com Luiz Werneck Vianna. Rubem Barboza Filho; Fernando Perlatto (Orgs.). Editora UFJF, 2012.
- Uma difícil democracia: diálogos sobre a obra de Luiz Werneck Vianna. Diogo Tourino de Sousa; Felipe Maia; Fernando Perlatto; Maro Lara Martins (Orgs.). Editora UFJF, 2023.

## Prêmios e títulos
- 2011 - Prêmio Florestan Fernandes, Sociedade Brasileira de Sociologia (SBS).
- 2010 - Cátedra Luiz Werneck Vianna, Universidade Federal de Juiz de Fora
- 2009 - Comenda da Ordem do Mérito do Judiciário do Trabalho, Tribunal Superior do Trabalho.
- 1999 - Medalha do Mérito Judiciário, Associação dos Magistrados Brasileiros
- 1998 - Colar do Mérito Judiciário, Tribunal de Justiça do Estado do Rio de Janeiro
- 1997 - Prêmio Sérgio Buarque de Holanda, Biblioteca Nacional.